# Mojš
Mojš (bis 1927 slowakisch „Moyš“; ungarisch Majosfalva – bis 1907 Moys, zeitweise auch Mois) ist eine Gemeinde im Norden der Slowakei mit 1496 Einwohnern (Stand 31. Dezember 2024) im Okres Žilina, einem Kreis des Žilinský kraj.

## Geographie
Die Gemeinde befindet sich etwa im Mittelteil des Talkessels Žilinská kotlina am rechten Ufer der Waag, hier seit 1998 im Stausee Žilina aufgestaut. Das Ortszentrum liegt auf einer Höhe von 346 m n.m. und ist sieben Kilometer von Žilina entfernt.
Nachbargemeinden sind Nededza im Norden, Gbeľany im Nordosten, Žilina (Stadtteil Mojšova Lúčka) im Süden und Teplička nad Váhom im Nordwesten.

## Geschichte
Mojš wurde zum ersten Mal 1419 als Vasarfalua schriftlich erwähnt, weitere historische Namen sind Vassanfalua beziehungsweise Mayusfalwa (1438), Moysfalwa (1504) und Moys (1526). Es war Besitz kleinadeliger Familien Mojs und Záborszky. 1598 gab es im Ort acht Häuser, 1720 hatte er neun Steuerpflichtige. Die erste Volkszählung im Jahr 1784 ermittelte hier 26 Häuser, 33 Familien und 189 Einwohner, 1828 zählte man 26 Häuser und 267 Einwohner, die von Landwirtschaft und Viehhaltung lebten, aber auch durch Flößerei und saisonale Arbeiten ihr Einkommen sicherten.
Bis 1918 gehörte der im Komitat Trentschin liegende Ort zum Königreich Ungarn und kam danach zur Tschechoslowakei beziehungsweise heute Slowakei.

## Bevölkerung
| Jahr                | 1994 | 2004    | 2014      | 2024     |
| ------------------- | ---- | ------- | --------- | -------- |
| Anzahl der Personen | 490  | 450     | 924       | 1496     |
| Unterschied         |      | −8,16 % | +105,33 % | +61,90 % |

| Jahr                | 2023 | 2024    |
| ------------------- | ---- | ------- |
| Anzahl der Personen | 1450 | 1496    |
| Unterschied         |      | +3,17 % |

Gemäß der Volkszählung 2011 wohnten in Mojš 662 Einwohner, davon 632 Slowaken und vier Tschechen. 26 Einwohner machten keine Angabe. 544 Einwohner bekannten sich zur römisch-katholischen Kirche, fünf Einwohner zur evangelischen Kirche A. B. und jeweils ein Einwohner evangelisch-methodistischen Kirche, zur kongregationalistischen Kirche sowie zur reformierten Kirche; sieben Einwohner bekannten sich zu einer anderen Konfession. 70 Einwohner waren konfessionslos und bei 33 Einwohnern ist die Konfession nicht ermittelt.

## Wirtschaft
Das Wirtschaftsbild im Ort selbst ist immer noch durch Landwirtschaft und Kleinunternehmen geprägt, seit 2006 steht jedoch nördlich des Ortes das Automobilwerk Kia Motors Slovakia.

## Bauwerke
- Landsitz im klassizistischen Stil aus dem 19. Jahrhundert
- Annakapelle aus dem Jahr 1925

## Verkehr
Mojš ist entweder durch eine Straße 3. Ordnung Richtung Varín oder durch eine gleichzeitig mit dem Stausee Žilina errichtete Lokalstraße, die den Ort direkt mit Žilina verbindet, erreichbar. Durch das Gemeindegebiet verläuft die Bahnstrecke Košice–Žilina, mit den nächsten Bahnhöfen in Varín (2,3 km) und Žilina (7,2 km).
Es besteht eine Fußgängerbrücke über den Stausee, die den Ort mit Mojšova Lúčka an der gegenüberliegenden Seite verbindet.